# Милош Купрес
Милош Купрес (Кожухе, код Добоја, 1920 — Турија, код Лукавца, 12./13. јануар 1942), учесник Народноослободилачке борбе и народни херој Југославије.

## Биографија
Рођен је 1920. године у селу Кожухе, код Добоја.
Пре Другог светског рата је радио као земљорадник.
Члан Комунистичке партије Југославије (КПЈ) је од 1941. године.
Учесник Народноослободилачке борбе је од 1941. године.
Налазио се на функцији командира Рударске чете у Ударном батаљону Озренског партизанског одреда.
Погинуо је у ноћи 12/13. јануара 1942. године, приликом неуспелог напада делова Одреда на упориште муслиманке милиције у селу Турији, код Лукавца.
Указом председника Федеративне Народне Републике Југославије Јосипа Броза Тита, 24. јула 1953. године, проглашен је за народног хероја.